# 폐후 오씨
폐후 오씨(廢后 吳氏, 정통 14년(1449년) ~ 정덕 4년 1월 16일(1509년 2월 5일))는 성화제의 정실이자, 폐황후이다.

## 생애
천순 8년 7월(1464년), 오씨는 황후로 책봉이 된다. 그러나 만귀비(萬貴妃)의 세력을 견제를 하려다 만귀비의 계락에 넘어가 황후가 된 지, 반년도 안 돼서 폐후가 되게 된다. 만귀비가 죽고 홍치제가 즉위하고 난 뒤에는 황후로 복원되지는 못했으나 모후의 예로 편안히 살게 끔 하였다. 몇년 후 정덕 4년 1월 16일(1509년 2월 5일), 오씨는 서거하게 된다.